# 東弗吉尼亞醫學院
36°51′38.00″N 76°18′9.08″W / 36.8605556°N 76.3025222°W
東弗吉尼亞醫學院（Eastern Virginia Medical School，縮寫：EVMS）是一所位于美国弗吉尼亞州諾福克的公立私營醫學院，主要提供博士和研究生教育。2021年《美國新聞與世界報道》將其列在醫師助理專業排在全美第33位，醫學博士（MD)全美排第48名，該學校全美醫學院總排名第88名。 東弗吉尼亞醫學院和當地幾所主要大型醫院存有附屬或合作關系
東弗吉尼亞醫學院在1973年開課，2007年它與老道明大學簽署協議，開始共享資源。 2012年7月25日它與威廉與瑪麗學院達成合併協議，將其併入後者成為其醫學院，但至今未果。

## 外部連結
- 官方网站
- EVMS校區地圖
- EVMS校友網 （页面存档备份，存于）